# Juho Hollo
Juho August Hollo, född 17 januari 1885, död 22 januari 1967, var en finländsk pedagog. Han var far till Anselm Hollo.
Juho Hollo blev filosofie doktor 1919, docent i pedagogik 1920, extra ordinarie professor 1930 och innehavare av den finländska professuren i pedagogik 1937. Hollo, som särskilt ägnade sina forskningar åt fantasilivet och uppfostringsläran, utgav bland annat Mielikuvitus ja sen kasvattaminen, 1–2 ("Fantasin och dess fostran", 1918–1919), Kasvatuksen teoria ("Uppfostrans teori, 1927) och Itsekasvatus ja elämisen taito ("Självuppfostran och levnadskonst", 1932).